# O'Neills
O'Neills Irish International Sports Company Ltd, dit O'Neills, est une entreprise irlandaise créée en 1918. Basé à Dublin, il s'agit du plus grand fabricant de vêtements de sport en Irlande et possède des usines de production à Dublin et à Strabane.
O'Neills entretient de longues relations avec le rugby à XV irlandais, le football et l'association athlétique gaélique, et enfin le rugby à XIII. Elle a également produit des équipements pour la boxe anglaise et sont le fournisseur de nombreuses équipes professionnelles. Elle produit également des ballons et des sliotars.
En 2014, la société est rappelée à l'ordre pour compter une société du Bangladesh parmi sous-traîtant, les salaires dans ces pays n'assurant pas un niveau de vie suffisamment décent.

## Équipementier officiel

### Football
- Wycombe Wanderers Football Club
- Bohemian Football Club
- University College Dublin Association Football Club
- Partick Thistle Football Club
- Bristol City FC (depuis 2023)[2]
- Ontario Soccer (depuis 2024)[3]

### Rugby à XIII
- Dragons Catalans
- Huddersfield Giants
- Widnes Vikings
- AS Carcassonne XIII
- XIII Limouxin
- XV de la transaction (Anciennement XV DTT)